# Marc Bousinière
Marc Bousinière, né le 23 mai 1962 à Caudéran, est un joueur français de basket-ball, évoluant au poste d'ailier. Il mesure 2,0 m.

## Carrière
- 1984-1987 :  FC Mulhouse Basket (Nationale 1)
- 1987-1991 :  ASVEL Villeurbanne (N 1 A)
- 1991-1993 :  JA Dijon (N 1 A)
- 1993-1995 :  Caen Basket Calvados (Pro B)
- 1995-1997 :  SLUC Nancy (Pro A)

### Équipe de France
- 3 sélections (35 points) en équipe de France de basket-ball en 1987.

## Palmarès
- Finaliste de la Coupe de France en 1997 avec Nancy